# Pop balcánico
Bajo el término pop balcánico, también conocido como pop-folk, se aglutinan los diferentes géneros musicales populares fusión de la música pop y música de discoteca con la música tradicional en los países de los Balcanes. El término suele usarse alternativamente al turbo-folk y la chalga y es empleado principalmente en Bulgaria. Es un subgénero de la música folclórica balcánica.
El pop-folk y los géneros que agrupa, es una música popular con mucho éxito en los estratos medios y bajo de la sociedad de estos países. Sus cantantes, especialmente mujeres, suelen presentar una actitud sexual provocadora y las letras suelen tratar sobre amor y desamor. En ocasiones se vincula peligrosamente este tipo de música con el crimen organizado.
- Turbo-folk, originado en Serbia/antigua Yugoslavia
- Chalga, originado en Bulgaria
- Manele, originado en Rumania
- Laïka, originado en Grecia
- Tallava, originado en Albania

Se puede ver una lista de cantantes de este estilo en Categoría:Cantantes de pop folk o en los artículos de los distintos subgéneros regionales.